# Đại bàng Philippines
Đại bàng Philippines, (danh pháp hai phần: Pithecophaga jefferyi), còn được gọi là Đại bàng lớn Philippine hay Đại bàng ăn thịt khỉ, là một trong những loài chim cao nhất, hiếm nhất, lớn nhất, mạnh mẽ nhất thế giới. Loài chim này được coi là quốc điểu của đất nước Philippines. Đây là chim săn mồi ăn thịt thuộc Họ Accipitridae, nó còn được gọi là "Haribon" hoặc "Haring Ibon," có nghĩa là "Chim vua". tên địa phương của nó là banog.
Loài này đã được phát hiện vào năm 1896 bởi nhà thám hiểm và nhà tự nhiên học người Anh John Whitehead, người đã quan sát các loài chim và người phục vụ của ông là Juan đã thu thập các mẫu vật đầu tiên một vài tuần sau đó. Da của mẫu thu thập được đã được gửi đến William Robert Ogilvie-Grant tại Luân Đôn vào năm 1896, người ban đầu cho thấy nó và mô tả các loài một vài tuần sau đó.

## Phân loại
Chúng được tìm thấy bởi nhà thám hiểm, nhà tự nhiên học người Anh là John Whitehead vào năm 1896 tại Bonga, Samar. Những người bản xứ đã miêu tả chúng là loài đại bàng ăn khỉ, vì vậy chúng được đặt tên là Pithecophaga jefferyi (theo tiếng Hy Lạp là ăn khỉ). Sau đó, chúng được công nhận là một phân loài của đại bàng với tên chính thức là Đại bàng Philippine. Năm 1995, chúng là loài chim biểu tượng của Philippines.

## Mô tả
Hình ảnh của loài chim này được ví với một sinh vật thần thoại là Điểu sư. Đại bàng Philippine có bộ lông màu nâu đậm và trắng, cao từ 86 đến 102 cm (nhưng một số cuộc khảo sát cho thấy, chiều cao trung bình là 95 cm đối với chim trống và 105 cm đối với chim mái) và nặng 4,7 – 8 kg (bình quân chim trống là 4,5 kg và chim mái là 6 kg). Nó được coi là loài 'đại bàng dài nhất còn tồn tại kể từ khi đại bàng Haast tuyệt chủng. Chúng cũng là một trong số các loài hiếm nhất và mạnh mẽ nhất trong thế giới các loài chim. Chân của chúng to, có màu vàng nổi bật với vuốt màu đen. Mỏ màu xám hơi xanh cùng với đôi mắt xanh xám giống chim ưng. Nó có sải cánh dài 184 đến 220 cm với chiều dài cánh bình thường là 57,4-61,4 cm, đuôi là 50 cm. Loài chim này trở thành loài chim quốc gia ở Philippines.

## Phân bố
Đây là loài chim đặc hữu ở Philippines, được tìm thấy ở phía Đông các đảo chính là Luzon, Samar, Leyte và Mindanao với số lượng nhiều nhất ở Mindanao. Một số khu bảo tồn là mái nhà của loài chim này như: Vườn quốc gia Bắc Sierra Madre, Vườn quốc gia núi Kitanglad, núi Apo...
Đại bàng Philippine sống ở vùng rừng rậm nhiệt đới núi cao và dốc với độ cao từ 1.800 m trở lên.

## Thức ăn
Cái tên Đại bàng ăn khỉ là bởi có người đã từng phát hiện thấy chúng ăn một con khỉ đuôi dài Philippine nhưng chưa được chứng minh. Thức ăn chủ yếu của chúng là các loài động vật có kích thước nhỏ từ dơi đến kích thước to bằng một con nai Philippines tùy theo địa điểm sinh sống. Ví dụ như ở đảo Luzon thì thức ăn chủ yếu là khỉ, chim, cáo bay, cá còn ở đảo Mindanao thì là vượn cáo, rắn, thằn lằn...thậm chí chúng ăn cả các loài động vật móng guốc như lợn con, chó nhỏ...

## Bảo tồn
Do rất nhiều cánh rừng rậm nhiệt đới bị mất đi, cùng với việc ô nhiễm do khai thác mỏ và sử dụng thuốc trừ sâu, săn bắt trái phép khiến loài chim này bị đe dọa. Năm 2010, chúng bị liệt kê vào loài cực kỳ nguy cấp với số lượng chỉ từ 180 tới dưới 500 con còn lại ở Philippines. Để bảo tồn loài chim nguy cấp này, nhiều khu bảo tồn thiên nhiên cùng với những trung tâm bảo tồn trong tình trạng nuôi nhốt được thành lập. Pháp luật ở Philippines cũng quy định phạt tù rất nặng đối với những hành vi săn bắt đại bàng Philippine.